# Tour Down Under 2001
El Tour Down Under 2001, tercera edició del Tour Down Under, es disputà entre el 16 i el 21 de gener de 2001 sobre un recorregut total de 757,5 quilòmetres repartits entre sis etapes.
La cursa fou guanyada per l'australià Stuart O'Grady (Crédit Agricole), que fou acompanyat al podi per l'alemany Kai Hundertmarck (Team Telekom) i l'italià Fabio Sacchi (Saeco).
La classificació dels punts fou per Graeme Brown (United Water), la de la muntanya per a Robert Tighello (Sunsmart-Mitsubishi), la dels joves per a Gene Bates (Team UniS-Australia) i la dels equips pel Crédit Agricole.

## Equips participants
En la quarta edició del Tour Down Under hi van prendre part dotze equips, tres d'australians i nou d'europeus.
| Jacob's Creek-Linda McCartney Racing | Team UniS-Australia | Team Deutsche Telekom | Crédit Agricole  |
| United Water                         | Lotto-Adecco        | AG2R Prévoyance       | Mapei-Quick Step |
| Sun-Smart - Mitsubishi               | Team CSC-Tiscali    | Big Mat-Auber 93      | Saeco            |

## Les etapes
| Etapa | Data        | Recorregut                   | km       | Vencedor d'etapa | Líder de la general |
| ----- | ----------- | ---------------------------- | -------- | ---------------- | ------------------- |
| 1a    | 16 de gener | Glenelg - Glenelg            | 47,0 km  | Graeme Brown     | Graeme Brown        |
| 2a    | 17 de gener | Norwood - Murray Bridge      | 142,0 km | Fabio Sacchi     | Fabio Sacchi        |
| 3a    | 18 de gener | McLaren Vale - Victor Harbor | 165,5 km | Alessio Galletti | Stuart O'Grady      |
| 4a    | 19 de gener | Unley - Strathalbyn          | 157,0 km | Luke Roberts     | Nicolai Bo Larsen   |
| 5a    | 20 de gener | Gawler - Tanunda             | 156,0 km | Kai Hundertmarck | Kai Hundertmarck    |
| 6a    | 21 de gener | Adelaida - Adelaida          | 90,0 km  | David McKenzie   | Stuart O'Grady      |

## Classificació general
|    | Ciclista                 | Equip               | Temps       |
| -- | ------------------------ | ------------------- | ----------- |
| 1  | Stuart O'Grady (AUS)     | Crédit Agricole     | 18h 34' 20" |
| 2  | Kai Hundertmarck (GER)   | Team Telekom        | + 02"       |
| 3  | Fabio Sacchi (ITA)       | Saeco               | + 03"       |
| 4  | Daniele Nardello (ITA)   | Mapei-Quick Step    | + 08"       |
| 5  | Chris Jenner (NZL)       | Crédit Agricole     | + 08"       |
| 6  | Aleksandr Botxarov (RUS) | AG2R Prévoyance     | + 10"       |
| 7  | Patrick Jonker (AUS)     | Big Mat-Auber 93    | + 10"       |
| 8  | Benoit Poilvet (FRA)     | Crédit Agricole     | + 10"       |
| 9  | Glenn d'Hollander (BEL)  | Lotto-Adecco        | + 21"       |
| 10 | Cadel Evans (AUS)        | Sunsmart-Mitsubishi | + 24"       |